# Frasco (Suíça)
Frasco foi uma comuna da Suíça, no Cantão Tessino, com cerca de 113 habitantes. Estendia-se por uma área de 25,76 km², de densidade populacional de 4 hab/km². Confinava com as seguintes comunas: Chironico, Gerra, Giornico, Lavertezzo, Personico, Sonogno.
A língua oficial nesta comuna era o Italiano.

## História
Em 17 de outubro de 2020, passou a formar parte da nova comuna de Verzasca.